# Manfred Mann (muzyk)

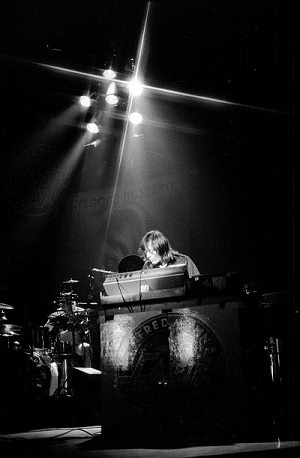
Manfred Mann (1976)

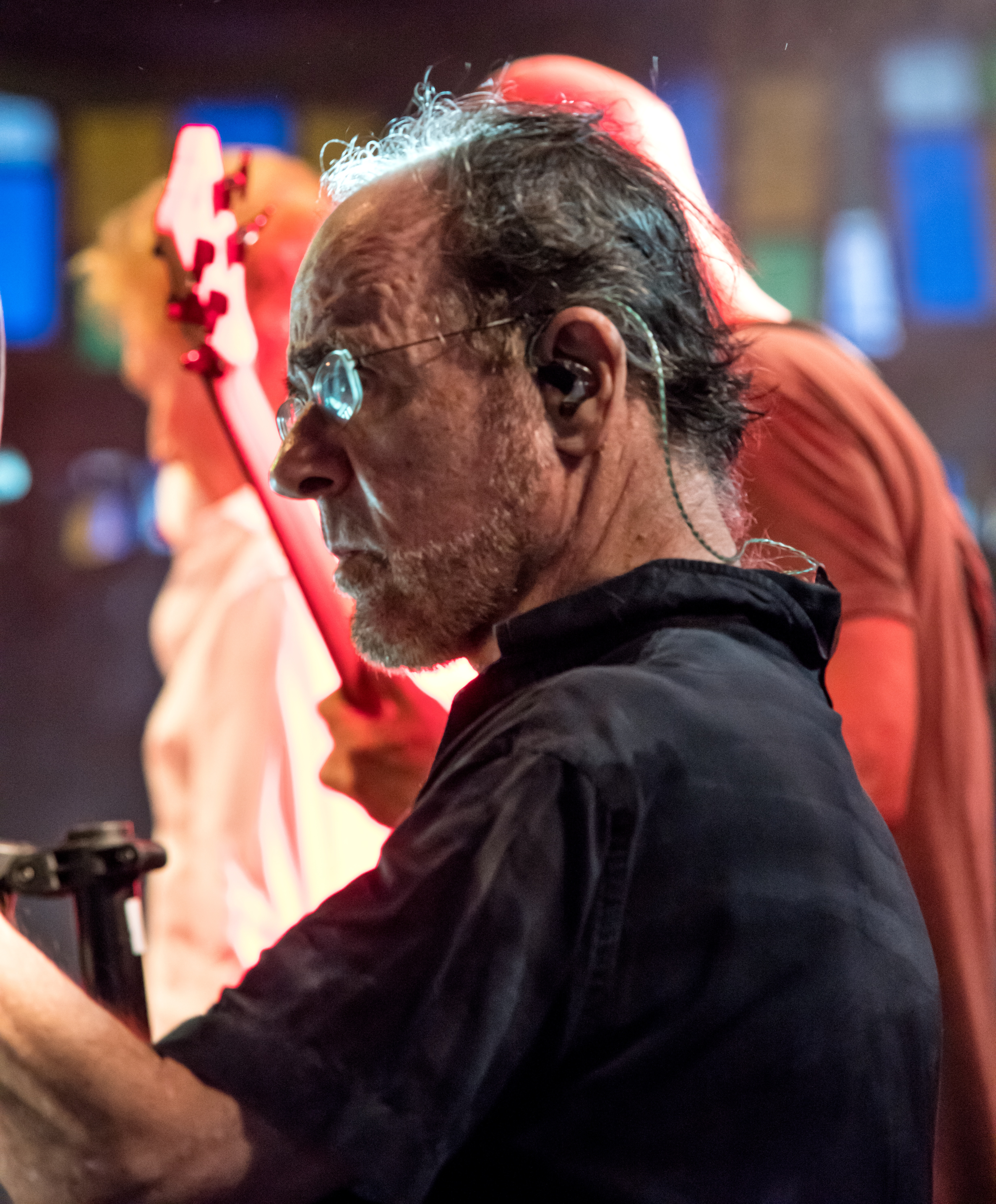
Manfred Mann, Zelt-Musik-Festival w roku 2017 we Fryburgu Bryzgowijskim, Niemcy

Manfred Mann, właśc. Manfred Sepse Lubowitz (ur. 21 października 1940 w Johannesburgu) – południowoafrykański muzyk, klawiszowiec, twórca zespołów Manfred Mann i Manfred Mann’s Earth Band.

## Manfred Mann
W 1962 ze swoim przyjacielem perkusistą Mikiem Huggem założył zespół Manfred Mann. Wokalistą i gwiazdą zespołu we wczesnych jego latach był Paul Jones. Basistą był Tom McGuinness, a gitarzystą i saksofonistą Mike Vickers. Zespół Manfred Mann rozwiązał się w 1969.

## Manfred Mann Chapter Three
Był to zespół grający jazz-rock założony przez Manfreda Manna i Mike’a Hugga.
W składzie Chapter Three znaleźli się Mike Hugg (wokal, pianino elektryczne), Manfred Lubowitz (organy), Bernie Living (saksofon altowy), Steve York (gitara basowa), Craig Collinge (perkusja), Clive Stevens (saksofon tenorowy), Carl Griffiths (saksofon tenorowy), Dave Coxhill (saksofon barytonowy), Gerald Drewett (puzon) i Sonny Corbett (trąbka).
Nagrano dwa albumy studyjne.

## Manfred Mann’s Earth Band
Do zespołu Earth Band oprócz Manfreda Manna należeli: Colin Pattenden (gitara basowa), Chris Slade (perkusja) i Mick Rogers (gitara, wokal). Po odejściu Rogersa zastąpili go Chris Thompson (wokal, gitara) i Dave Flett (gitara). W tym zestawieniu w 1976 roku nagrano „Blinded By the Light” (utwór Bruce’a Springsteena).
Manfred Mann’s Earth Band kontynuuje nagrywanie do dziś.

## Dyskografia

### „Manfred Mann”
- The Five Faces of Manfred Mann – 1964
- Mann Made – 1965
- Mann Made Hits – 1965 (album kompilacyjny)
- As Is – 1966
- Soul Of Mann – 1967 (album kompilacyjny)
- Up the Junction – 1968 (soundtrack)
- What a Mann – 1968 (album kompilacyjny)
- Mighty Garvey – 1968

### „Manfred Mann Chapter Three”
- Manfred Mann Chapter Three – 1969
- Manfred Mann Chapter Three Volume Two  – 1970

### „Manfred Mann’s Earth Band”
- Manfred Mann’s Earth Band – 1972
- Glorified Magnified – 1972
- Messin'  – 1973
- Solar Fire – 1973
- The Good Earth – 1974
- Nightingales & Bombers – 1975
- The Roaring Silence – 1976
- Watch – 1978
- Angel Station – 1979
- Chance – 1980
- Somewhere in Afrika – 1983
- Budapest Live – 1984
- Criminal Tango – 1986
- Masque – 1987
- Plains Music – 1991
- Soft Vengeance – 1996
- Mann Alive – 1998
- 2006 – 2004